# Pássaro de Fogo (canção)
"Pássaro de Fogo" é uma canção gravada pela cantora cantora e compositora mineira Paula Fernandes, como primeiro single do seu álbum de mesmo nome (2009).

## Regravações
- Pássaro de Fogo (2010), presente no álbum Paula Fernandes Ao Vivo
- Pássaro de Fogo (2013), presente no álbum Multishow Ao Vivo: Paula Fernandes - Um Ser Amor
- Firebird (2014), regravação com versos em inglês em parceria de Eric Silver, presente no álbum Encontros Pelo Caminho
- Pássaro de Fogo (2016), presente no álbum Ao Vivo Amanhecer Ao Vivo
- Pássaro de Fogo (2019), presente no álbum Origens
- Pássaro de Fogo (2024), regravação em parceira com Ana Castela, presente no álbum Herança Boiadeira.

## Desempenho

### Posições
| Paradas (2010)               | Melhor posição |
| ---------------------------- | -------------- |
| BR Billboard Hot 100 Airplay | 36             |
| Paradas (2011)               |                |
| BR Billboard Hot 100 Airplay | 94             |